# Bolewice (Grande-Pologne)
Pour les articles homonymes, voir Bolewice.
Bolewice (prononciation : [bɔlɛˈvit͡sɛ]) est un village polonais de la gmina de Miedzichowo dans le powiat de Nowy Tomyśl de la voïvodie de Grande-Pologne dans le centre-ouest de la Pologne.
Il se situe à environ 11 kilomètres à l'est de Miedzichowo (siège de la gmina), à 9 kilomètres au nord de Nowy Tomyśl (siège du powiat) et à 55 kilomètres à l'ouest de Poznań (capitale régionale).

## Histoire
De 1793 à 1918, Bolewitz fait partie de l'arrondissement de Kosten jusqu'en 1818 puis de l'arrondissement de Buk jusqu'en 1887 puis de l'arrondissement de Neutomischel dans le district de Posen au sein de la province de Posnanie.
De 1975 à 1998, le village faisait partie du territoire de la voïvodie de Gorzów.

Depuis 1999, Bolewice est situé dans la voïvodie de Grande-Pologne.
Le village possède une population de 1 900 habitants.